# Территориальная единица с особым статусом
Территориальная единица с особым статусом (ТЕОС) — упразднённая единица территориального устройства города Москвы, существовавшая до 2002 года. Каждая ТЕОС имела особый правовой статус и особый режим хозяйственной деятельности, регламентировавшиеся положением о ТЕОС.
Округа Москвы делились на районы и ТЕОС, при этом ТЕОС могла быть образована как на территории, входящей в состав одного или нескольких районов, так и на территории, находящейся вне границ районов.

## История
Впервые термин «территориальная единица с особым статусом» появился в первой редакции закона «О территориальном делении города Москвы» от 1995 года, где говорится, что

Московская городская Дума по представлению мэра Москвы вправе образовывать на территории районов территориальные единицы с особым статусом — историко-культурные, лесопарковые и промышленные зоны, а также территории, используемые для обеспечения функционирования городского хозяйства.
Вне территорий районов территориальные единицы с особым статусом при необходимости могут образовываться мэром Москвы.

Закон «О территориальных единицах с особым статусом в городе Москве» был принят в 1999 году и регулировал статус ТЕОС как единицы территориального устройства города Москвы, имеющей собственное наименование, особый правовой статус, особый режим хозяйственной деятельности, органы управления, а также Положение о ТЕОС.
ТЕОС существовали в Москве до 2002 года, когда соответствующая статья была удалена из закона «О территориальном делении города Москвы». Позже все территориальные единицы с особым статусом были реорганизованы, а их территории вошли в состав других районов города.

## Причины образования ТЕОС
ТЕОС могли быть образованы, чтобы подчеркнуть особый статус территории при наличии следующих оснований:
- необходимости реализации городских градостроительных программ комплексной реконструкции и развития, связанных со значительным изменением функционального, строительного и (или) ландшафтного назначения территорий;
- необходимости реализации городских программ развития отрасли или отраслей производства, иных видов деятельности на территории города Москвы;
- необходимости реализации городских программ развития объектов городского хозяйства Москвы;
- необходимости сохранения и развития территорий природного комплекса;
- необходимости сохранения историко-культурных и архитектурных памятников и исторических территорий недвижимых памятников;
- необходимости эффективного управления территориями и (или) объектами городского хозяйства, другими объектами жизнеобеспечения города Москвы, находящимися частично или полностью в собственности или пользовании города Москвы.

## Перечень ТЕОС
- Битцевский лесопарк
- Измайловский парк
- Лосиный остров
- Парк Сокольники
- ЗИЛ
- Зеленоградская
- МГУ
- Шереметьевский
- Юго-Западный научно-производственный центр
- Водный стадион
- Московский международный деловой центр «Москва-Сити»
- Кузьминки-Люблино
- Китай-город